# 金銀鼓 (印度電影)
金銀鼓（Dhol）是2007年的印度電影。主要由一群年輕演員出演，該影片的Malayalam語版本獲得成功，而印地語版本則表現平平。

## 故事梗概
有四個游手好閑的朋友們，整天幻想不消奮鬥即發財，有一天「機會」終於等來啦！他們住處的鄰居搬來了一個財團的大老闆，還有個美麗的外孫女。
於是四人開始即合作又互相拆臺的行動，想要其中一人得到闊老闆的孫女麗塗（Ritu）。麗塗她們搬來的目的卻是要找到失縱了半年的哥哥拉胡（Rahul）的下落，於是她利用他們去尋哥哥下落，直到一個舞女提供了情報，他們總算接近事實的真相，最後犯罪集團出現了，他們合為一群勇敢鬥爭，終於保護了證據、抓到壞人，而且麗塗姑娘還為他們每個人留下一些錢作生意資本，說一年后回來看哪個最有錢就嫁給誰。。。

## 卡士表
- Sharman Joshi
- Tusshar Kapoor
- Kunal Khemu
- Rajpal Yadav
- Payal Rohatgi
- 鄲奴什麗·杜塔 ... Tanushree Dutta ... 扮演麗塗（Ritu）

## 電影歌曲
- O Yaara dhol bajake - Mika Singh
- Namakool- Shaan and Kunal Ganjawala
- O Yaara dhol bajake - Labh Janjua [Remixed by DJ Nikhil and DJ Naved]
- Haadsa- Sunidhi Chauhan and Akriti Kakkar
- Bheega Aasman- Shaan and Vijay Yesudas
- All Night Long- Usha Uthup
- Dil Liya Dil Liya - Shreya Ghoshal
- O Yaara dhol bajake - Soham Chakraborty and Suhail Kaul

## 外部連結
- 互联网电影数据库（IMDb）上《金銀鼓》的资料（英文）